# Dwyane Wade
Dwyane Tyrone Wade, Jr. (* 17. ledna 1982, Chicago) je bývalý profesionální americký basketbalista, který ukončil svou kariéru na konci sezóny 2018/2019 jeho poslední tým za který hrál je Miami Heat v nejlepší basketbalové soutěži světa (NBA). V roce 2006 byl oceněn titulem Sportovec roku, který každoročně udílí prestižní americký časopis Sports Illustrated. V NBA patří díky své povaze a basketbalovým schopnostem mezi jedny z nejpopulárnějších hráčů, což dokazuje nebývale velká prodejnost dresů s jeho jménem (přes 2 roky vůbec nejvyšší ze všech).
Hned při své premiérové sezoně mezi basketbalovou elitou byl Wade vybrán do tradičního Utkání hvězd NBA a nejinak tomu bylo i v každé další z dosavadních sezon. Největšího úspěchu Wade dosáhl v roce 2006, kdy výraznou měrou pomohl Miami ke svému historicky prvnímu titulu pro mistra NBA. Ve finále tým z Floridy přehrál mužstvo Dallas Mavericks v poměru 4-2 a D-Wade byl jmenován nejužitečnějším hráčem této finálové série. Na Letních olympijských hrách 2008 v Pekingu také dovedl americký národní tým k tolik vytouženému prvenství a spolu se svým týmem tak navázal na veleúspěšnou generaci amerických basketbalistů. V sezoně 2008–2009 Wade vyhrál trofej, jakožto hráč s nejlepším průměrem bodů na zápas.

## Biografie

### Mládí
Narodil se v Chicagu v roce 1982. V dětství se jeho rodiče rozvedli a on žil se svým otcem ve městě Robbins. I kvůli svému původu vždy obdivoval Michaela Jordana. Navštěvoval střední školu Harold L. Richards v obci Oak Lawn, za kterou hrál basketbal. V posledním roce střední školy si udržel průměr 27 bodů na zápas a vytvořil nový rekord školy.
I díky tomu získal sportovní stipendium na Marquette University ve městě Milwaukee, stát Wisconsin. První rok však nemohl hrát kvůli špatným studijním výsledkům, avšak pro další sezónu (2001–2002) se zlepšil a započal svoji univerzitní kariéru. V této první sezoně zaznamenal průměr 17,8 bodů na zápas. Tým Golden Eagles zahrál svou nejlepší sezonu od roku 1993 se skóre 26:7. V druhé sezóně 2002–03 se ještě zlepšil a zaznamenal průměr 21,5 bodů na zápas. Tým svůj výsledek dotáhl na skóre 27:6 a poprvé vyhrál univerzitní pohár.
Roku 2003 se vzdal možnosti dostudovat a zúčastnil se NBA Draftu, v kterém byl jako celkově pátý draftován týmem Miami Heat. Toto umístění je v historii nejlepší pro hráče z Marquette University.

### Profesionální kariéra
Ve své první sezóně v NBA (2003–04) se prosadil s průměrem 16,2 bodů na zápas a úspěšností 46,5 %. S týmem se probojovali do semifinále playoff, ale jeho talent byl zastíněn dalšími nováčky sezóny jimiž byli Carmelo Anthony a LeBron James, tím se umístil až na třetím místě ve vyhlašování nováčka roku. V následující sezóně si zvýšil průměr na 24.1 bodů na zápas. Roku 2004 s týmem USA vyhrál bronzovou medaili na letních olympijských hrách v Aténách.
V sezóně 2005–06 si opět zvýšil průměr na 27,2 bodů na zápas a stal se jedním z nejlepších hráčů NBA. Podruhé byl zvolen do All-Star týmu, kterému pomohl k vítězství. V playoff se poranil, ale nakonec ho dohrál a přivedl svůj tým k vítězství poháru NBA. Ve finálových zápasech playoff si udržel průměr 34,7 bodů na zápas a získal trofej za nejužitečnějšího hráče ve finále NBA, a to jako pátý nejmladší hráč v historii.
Zranění ho v sezóně 2006–07 vyřadilo z 31 zápasů. V odehraných zápasech si udržel průměr 27,4 bodů na zápas. V playoff zaznamenal průměr 23,5 bodů na zápas, ale Miami vypadlo již v prvním kole.
Pro následující sezónu podepsal u Miami novou smlouvu, která mu zčtyřnásobila dosavadní plat. Kvůli problémům se zraněním však znovu vynechal 31 zápasů. Ve zbylých mu průměr klesl na 24,6 bodů na zápas. Tým se neprobojoval ani do playoff. Roku 2008 však s reprezentačním týmem USA získal zlatou medaili na letních olympijských hrách v Pekingu.
V sezóně 2008–09 zaznamenal svůj rekordní průměr, kdy si v 79 zápasech udržel 30,2 bodů na zápas, a tím se stal nejúspěšnějším střelcem sezóny. Byl teprve pátým hráčem NBA v historii, který v jedné sezóně zaznamenal výsledek přes 2 000 bodů a 500 asistencí. Tým však i přesto vypadl v prvním kole playoff.
V třetím zápase sezóny 2009–2010 zaznamenal 10 000. bod ve své kariéře. V sezóně si udržel průměr 26,6 bodů na zápas. V témže roce se účastnil již své šesté NBA All-Star hry, v které se stal nejužitečnějším hráčem s 28 body a 11 asistencemi. Jeho tým Miami Heat však opět vypadl v prvním kole playoff.
V sezóně 2010–11 do týmu přibyli hráči LeBron James a Chris Bosh. Wade si udržel průměr 25,5 bodů na zápas. Posílený tým Miami Heat se probojoval až do finále playoff, kde však podlehl týmu Dallas Mavericks. Ve finálových zápasech zaznamenal průměr 26,5 bodů na zápas.
Následující sezóna (2011–12) pro něj znamenala pokles, kdy si udržel průměr 22,1 bodů na zápas, avšak odehrál pouze 49 zápasů. Miami však i díky němu znovu vyhrálo finále NBA.

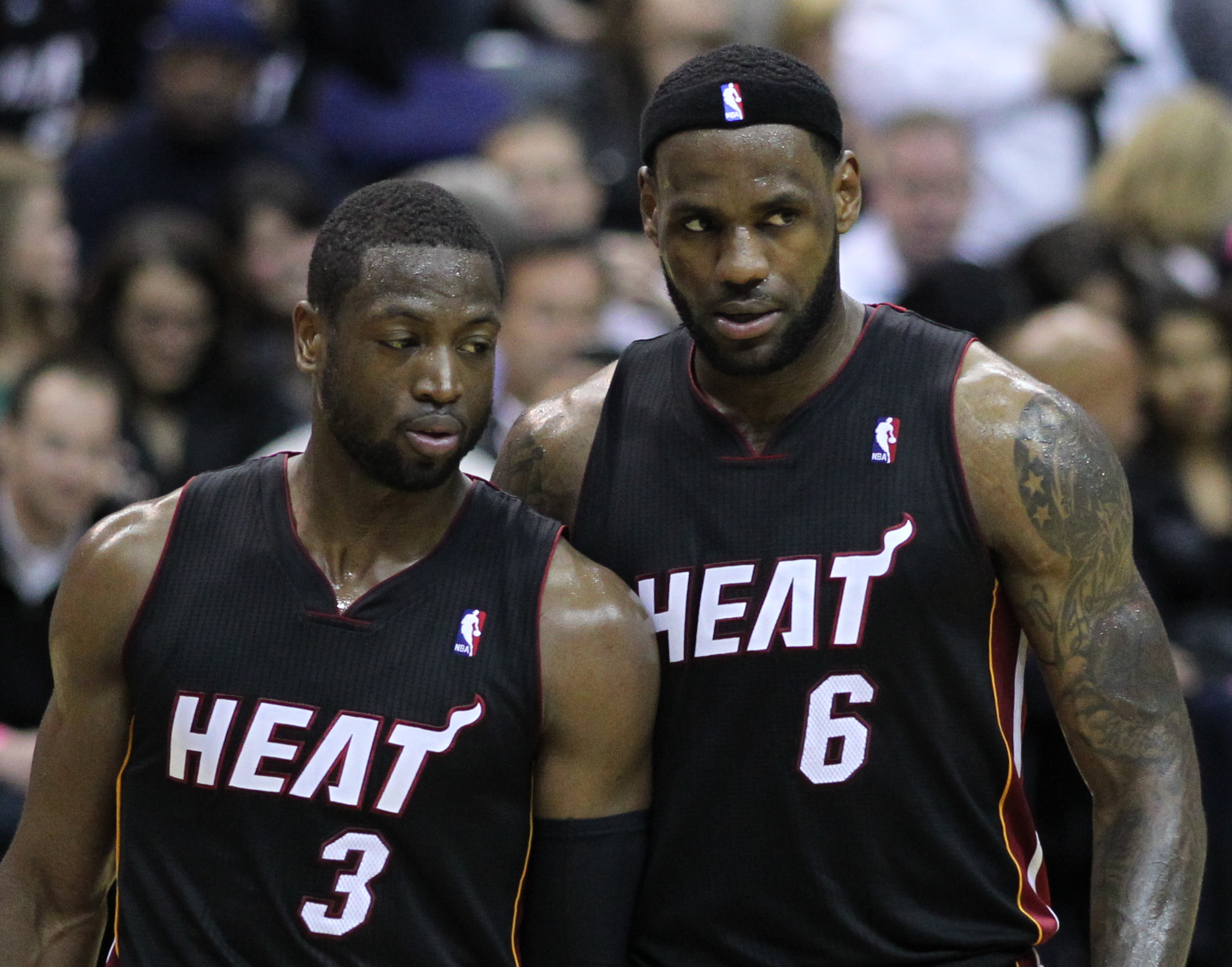
Dwyane Wade a LeBron James (2011).

### Plat
Roční plat s ohledem na vývoj kursu.
| Sezóna  | Plat v $   | Plat v Kč   | Tým        |
| ------- | ---------- | ----------- | ---------- |
| 2003–04 | 2,636,400  | 79 092 000  | Miami Heat |
| 2007–08 | 13,041,250 | 273 866 250 | Miami Heat |
| 2009–10 | 15,779,912 | 284 038 416 | Miami Heat |
| 2011–12 | 15,691,000 | 282 438 000 | Miami Heat |

### Víra a charita
- Je praktikujícím křesťanem a své číslo 3 si zvolil jakožto odkaz na Svatou trojici.[4] Každoročně uděluje desátek ze svého platu křesťanské církvi v Chicagu.[5]
- Roku 2003 založil nadaci The Wade's World Foundation, která podporuje kulturní a vzdělávací centra v chudinských čtvrtích.
- V roce 2009 poskytl finanční dotaci městské knihovně ve městě Robbins, aby nemusela být zrušena.
- Po katastrofě na Haiti (2010) založil fond "Athletes Relief Fund for Haiti", v kterém sportovci poskytli statisíce amerických dolarů.[6]
- Také podporuje dětskou výzkumnou nemocnici St. Jude v Memphisu.[7]